# Karaosmanoğlu
Karaosmanoğlu fou una família de notables otomans (després ayans) de Manisa. Van dominar el districte des de finals del segle xvii a la meitat del segle xix.
El primer destacat fou Kara Osman que el 1691 va ser encarregat de les confiscacions a la zona i va fer una gran fortuna. Va morir el 1706. La seva família va adoptar el cognom Othman Oghlu o Othman-zade (segons la transcripció aleshores).
El seu fill gran Mustafà va dirigir llavors la família. El 1739 va netejar la regió de bandits i després va donar suport al govern en diverses operacions, podent incrementar el seu poder i va esdevenir mutesellim de Sarukhan (1743) fins al 1754; degut a les queixes del poble fou executat.
El seu fill Ata Allah el va succeir com a mutesellim de Sarukhan fins que fou revocat per incompetent el 1761. Va morir el 1767 i el seu germà Ahmad Aga va prendre la direcció de la família i el 1769 va esdevenir voivoda d'Ak Hisar; fou destituït i nomenat voivoda d'Izmir i muhafiz de Sandjakburni, i el 1773 va obtenir un càrrec a palau; el 1776 fou multezim del sandjak mentre el seu germà Mehmed era mutesellim de Sarukhan; els seus bons serveis en la guerra contra Rússia (1787-1792) li van donar noves avantatges.
A partir d'aquí aquestes petites dinasties provincials van començar a ser conegudes com a ayans; els Karaosmanoğlu van estendre la influència i un membre va esdevenir mutesellim d'Aydın, i altres foren voivodes de Turgutlu, Menemem i Bergame; Hadjdji Huseyn fou nomenat muhafiz d'Izmir.
Més tard, sota el cap de família Ömer Aga, van afegir el càrrec de mutesellim d'Isparta i el de voivoda de Gelenbe i van esdevenir els més poderosos d'Anatòlia occidental i els seus caps eren dels homes més rics de l'imperi. Fou de les darreres famílies en ser atacada pel govern central.
Quan tot estava a punt, els serveis familiars contra la revolta grega del Peloponès ho va aturar. El 1829 van morir Ömer Agha, voivoda de Bergam, i Huseyn Agha mutesellim de Manisa i els seus càrrecs van revertir a l'estat.
La família es va adaptar als nou temps i alguns van fer carrera a l'administració. Eyyub Aga fou mutesellim de Manisa el 1833 i altre cop entre 1839 i 1842 i després caimacan d'Aydın (càrrec en el qual va morir el 1845). El seu germà Yakub Pasha fou diverses vegades governador d'Aydin (1833-1836, 1841 i 1845-1847). El darrer càrrec influent de la família fou Sadik Beg, fill d'Eyyub Aga, que fou caimacan d'Aydin, a la mort del qual (1861) la influència familiar es va esvair.
Més tard Khalil va lluitar contra els grecs a la guerra greco-turca, al front d'un grup de guerrillers, i va morir en combat el 23 de juny de 1919.